# Міноква (Вісконсин)
Міноква (англ. Minocqua) — місто (англ. town) в США, в окрузі Онейда штату Вісконсин. Населення — 4385 осіб (2010).

## Демографія
Згідно з переписом 2010 року, у місті мешкало 4385 осіб у 2079 домогосподарствах у складі 1303 родин. Було 4835 помешкань
Расовий склад населення:
| - 96,1 % — білих - 1,7 % — корінних американців - 0,8 % — азіатів - 0,2 % — чорних або афроамериканців |

До двох чи більше рас належало 1,2 %. Частка іспаномовних становила 0,8 % від усіх жителів.
За віковим діапазоном населення розподілялося таким чином: 16,3 % — особи молодші 18 років, 57,3 % — особи у віці 18—64 років, 26,4 % — особи у віці 65 років та старші. Медіана віку мешканця становила 51,6 року. На 100 осіб жіночої статі у місті припадало 96,6 чоловіків; на 100 жінок у віці від 18 років та старших — 96,3 чоловіків також старших 18 років.
Середній дохід на одне домашнє господарство становив 82 635 доларів США (медіана — 54 167), а середній дохід на одну сім'ю — 101 750 доларів (медіана — 72 019). Медіана доходів становила 42 500 доларів для чоловіків та 39 018 доларів для жінок. За межею бідності перебувало 7,0 % осіб, у тому числі 4,5 % дітей у віці до 18 років та 4,4 % осіб у віці 65 років та старших.
Цивільне працевлаштоване населення становило 1970 осіб. Основні галузі зайнятості: освіта, охорона здоров'я та соціальна допомога — 23,4 %, роздрібна торгівля — 17,5 %, мистецтво, розваги та відпочинок — 15,2 %.